# Christopher Evans (autor)
Christopher Evans (n. 1951, Tredegar⁠(d), Țara Galilor, Regatul Unit) este un scriitor britanic de science fiction și literatură pentru copii. Printre romanele sale se numără Capella's Golden Eyes  (1980), The Insider (1981), Mortal Remains (1995) și Ice Tower (2000). Este co-editor (cu Robert Holdstock) a trei antologii originale SF, Other Edens (1987), Other Edens II (1988) și Other Edens III (1989).
Evans a câștigat Premiul BSFA pentru cel mai bun roman în 1993 pentru romanul de istorie alternativă Aztec Century, pe care Iain M. Banks l-a descris ca fiind inteligent, bine scris și care te ține cu sufletul la gură până la sfârșit.
Cartea sa Omega, un thriller istorie alternativă, a fost lansat de PS Publishing în 2008.

## Lucrări

### Serii de romane
Hood's Army (ca Nathan Elliott)
- Earth Invaded, (1986)
- Slaveworld, (1986)
- The Liberators, (1986)

Star Pirates (ca Nathan Elliott)
- Kidnap in Space, (1987)
- Plague Moon, (1987)
- Treasure Planet, (1987)

### Romane
- Capella's Golden Eyes, (1980)
- The Insider, (1981)
- The Twilight Realm, (1985) (ca Christopher Carpenter)
- In Limbo, (1985)
- Innerspace, (1987) (ca Nathan Elliott)
- Chimeras, (1992)
- Aztec Century, (1993)
- Mortal Remains; Or, Heirs of the Noosphere, (1995)
- Ice Tower, (2000)
- Omega, (2008)

### Anthologii
Other Edens (cu Robert Holdstock)
- Other Edens, (1987)
- Other Edens II, (1988)
- Other Edens III, (1989)

### Povestiri
- Fidelity, (1980)
- Rites of Winter, (1983)
- The Hiss of Life, (1993)
- House Call, (1995)
- Jamie's Demon, (1995) (ca Nathan Elliott)
- The Dreams of the Computer (cu Jackie Wilson)

## Legături externe
- Fantastic Fiction Bibliography
- Christopher Evans la Internet Speculative Fiction Database